# Jacqueline de Longwy

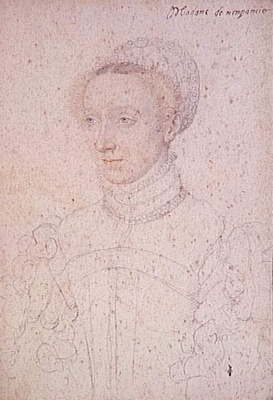
Jacqueline de Longwy

Jacqueline de Longwy, comtesse de Bar-sur-Seine (* vor 1520; † 28. August 1561 in Paris) wurde durch die Heirat zur  Herzogin (duchesse) von Montpensier und Kronprinzessin (dauphine) von Auvergne. Sie wurde Freundin und Vertraute der Königin Caterina de’ Medici und war in den Jahren 1560/61 ihre Première dame d’honneur. Da sie in die protestantische Reformbewegung eingebunden war, bekam sie einen wichtigen Einfluss auf die Versöhnungspolitik, als die Königin-Mutter an die Macht kam.
Aus der Ehe mit dem Grafen de Montpensier stammen sechs Kinder, darunter Charlotte de Bourbon-Montpensier, die spätere Ehefrau des Prinzen Wilhelm I. von Oranien-Nassau.

## Herkunft
Jacqueline wurde vor 1520 geboren. Sie war Tochter von Jean IV. de Longwy, Herr von Givry, Baron von Pagny und von Mirebeau († 1520) und Jeanne d’Angoulême (* etwa 1490, † zwischen 1531 und 1538), außereheliche Schwester von Franz I. (Frankreich). Jacqueline war also die Halbnichte des Königs.
Sie hatte zwei Schwestern, Claude Louise (Äbtissin von Jouarre) und Françoise de Longwy, Edle von Pagny und von Mirebeau (1510–1561). Letztere war in erster Ehe mit Philippe Chabot, Admiral von Frankreich, und in zweiter Ehe (1545) mit Jacques de Perusse, Herr von Escars, verheiratet.

## Heirat
Jacqueline heiratete 1538 Louis III. de Montpensier, der nach dem Tod seiner Mutter, Louise de Bourbon († 5. Juli 1561), Herzog von Montpensier wurde. Aus Anlass der Hochzeit gab Franz I. die Grafschaften Forez, Beaujeu und Dombes an die Montpensier zurück. Aus der Ehe gingen ein Sohn und fünf Töchter hervor:
- François de Bourbon, duc de Montpensier (1542 – 4. Juni 1592); er heiratete 1566 Renée d’Anjou-Mézières, Marquise de Mézières (* 21. Oktober 1550, † 1597), Tochter von Nicolas d’Anjou, Marquis de Mézières, und von Gabrielle de Mareuil, von der er einen Sohn hatte, Henri de Bourbon, duc de Montpensier.
- Françoise de Bourbon-Vendôme (1539–1587), die 1559 Henri-Robert de La Marck, Herzog von Bouillon, Fürst von Sedan, heiratete.
- Anne de Bourbon (1540–1577), die 1561 Herzog François II. de Nevers heiratete.
- Jeanne de Bourbon, Äbtissin von Jouarre (1541–1620)
- Charlotte de Bourbon-Montpensier (1547 – 5. Mai 1582), die am 24. Juni 1575 Wilhelm I. von Oranien-Nassau heiratete.
- Louise de Bourbon, Äbtissin von Faremoutiers (1548–1586)

1543 wurde die Dauphiné von Auvergne wieder eingerichtet und Jacqueline wurde zu ihrer Kronprinzessin. 1556 wurden Jacqueline und Diana von Poitiers zusammen mit Madame de Montmorency von der Königin Caterina de’ Medici beauftragt, im Verfahren gegen Françoise de Rohan zu entscheiden; Mademoiselle de Rohan war eine der Unterstützerinnen des Mathematikers François Viète und wurde vom Herzog Jacques de Nemours verführt und dann verlassen. Jacqueline unterhielt beste Beziehungen zu Jean V. de Parthenay und man verdächtigte sie Sympathisantin der Hugenotten zu sein. Sie starb am 28. August 1561 in Paris und war somit für nur zwei Monate Herzogin von Montpensier gewesen. Ihr Gemahl heiratete nach ihrem Tod Catherine de Lorraine.

## Jacqueline de Longwy in der Literatur und Kunst
- François Clouet fertigte 1550 ein Porträt von ihr.
- Die Schriftstellerin Marie-Madeleine de La Fayette machte Jacqueline de Longwy 1662 durch die Novelle Die Prinzessin von Montpensier unsterblich, ebenso der Filmregisseur Bertrand Tavernier 2010 durch seinen gleichnamigen Film.